# Río Chilive
Der Río Chilive ist ein 138 km langer rechter Nebenfluss des Río Madre de Dios in Südost-Peru in der Provinz Manu der Region Madre de Dios.

## Flusslauf
Der Río Chilive entspringt in den nordöstlichen Ausläufern der peruanischen Ostkordillere auf einer Höhe von etwa 900 m. Der Río Chilive fließt anfangs 8 km in nördlicher Richtung durch das Bergland. Anschließend biegt er in Richtung Ostnordost ab. Bei Flusskilometer 120 wendet sich der Río Chilive nach Norden. Zwischen den Flusskilometern 106 und 88 durchschneidet der Río Chilive mehrere niedrige Höhenrücken in ostnordöstlicher Richtung und erreicht anschließend das Amazonastiefland. Dieses durchquert er in überwiegend ostnordöstlicher Richtung. Bei Flusskilometer 38 trifft der Río Azul, der bedeutendste Nebenfluss, von rechts auf den Río Chilive. Dieser mündet schließlich auf einer Höhe von etwa 250 m etwa 150 km westlich der Regionshauptstadt Puerto Maldonado in den Río Madre de Dios.

## Einzugsgebiet
Der Río Chilive entwässert einen Teil der Ausläufer der peruanischen Ostkordillere nach Nordosten hin. Das Einzugsgebiet oberhalb von Flusskilometer 25 befindet sich innerhalb des Schutzgebietes Reserva Comunal Amarakaeri. Das etwa 1200 km² große Einzugsgebiet grenzt im Osten und im Südosten an das des Río Colorado, im Südwesten an das des Río Alto Madre de Dios sowie im Nordwesten an das des Río Blanco.